# Karsten Dilla
Karsten Dilla (né le 17 juillet 1989) est un athlète allemand spécialiste du saut à la perche.

## Carrière
Il a commencé le saut à la perche en 2000. Il mesure 1,89 m pour 80 kg et appartient au TSV Bayer 04 Leverkusen depuis 2012, s'entraînant sous la houlette de Jörn Elberding.
Lors des Championnats d'Europe juniors 2007, il saute 5,35 m, son record personnel.
Le 28 juin 2016, il franchit 5,70 m à Landau ce qui représente le minima pour les Jeux olympiques de Rio.
Le 8 juillet 2016, Dilla se classe 7e des Championnats d'Europe d'Amsterdam avec 5,30 m.

### Palmarès
| Année | Compétition                   | Lieu      | Résultat | Marque |
| ----- | ----------------------------- | --------- | -------- | ------ |
| 2007  | Championnats d’Europe juniors | Hengelo   | 4e       | 5,35 m |
| 2008  | Championnats du monde juniors | Bydgoszcz | 3e       | 5,30 m |
| 2011  | Championnats d’Europe espoirs | Ostrava   | 2e       | 5,60 m |
| 2014  | Championnats d'Europe         | Zurich    | 9e       | 5,40 m |
| 2016  | Championnats d'Europe         | Amsterdam | 7e       | 5,30 m |

### Records
| Épreuve          | Épreuve   | Performance | Lieu                                  | Date                                                     |
| ---------------- | --------- | ----------- | ------------------------------------- | -------------------------------------------------------- |
| Saut à la perche | Plein air | 5,72 m      | Jockgrim Ostrava Bochum Rottach-Egern | 27 juillet 2011 25 mai 2012 17 juin 2012 13 juillet 2013 |
| Saut à la perche | En salle  | 5,73 m      | Bad Oeynhausen                        | 3 mars 2012                                              |